# Central Airport
b
Centrail Airport (Brasil: Atração dos Ares / Portugal: O Rei do Espaço) é um filme norte-americano de 1933, do gênero drama, dirigido por William A. Wellman e estrelado por Richard Barthelmess e Sally Eilers.

## A produção

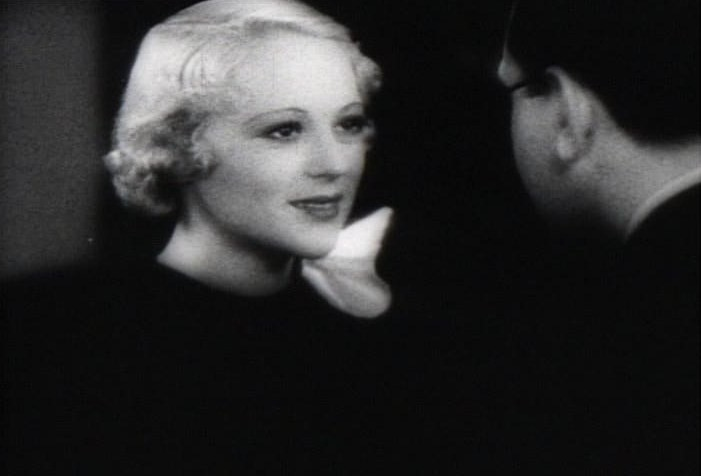
Sally Eilers e Richard Barthelmess no trailer do filme.

O título original não corresponde ao que se vê na tela, a história da rivalidade entre dois pilotos irmãos pelo coração de uma jovem.
O filme exibe boas cenas aéreas, uma especialidade do diretor, cujo Wings, de 1927, recebeu o primeiro Oscar referente a Melhor Filme.
John Wayne tem uma pequena participação, sem receber créditos. Ele interpreta um copiloto que morre durante uma tormenta no Golfo do México. Esta foi a primeira vez que o ator perdeu a vida no cinema.

## Sinopse

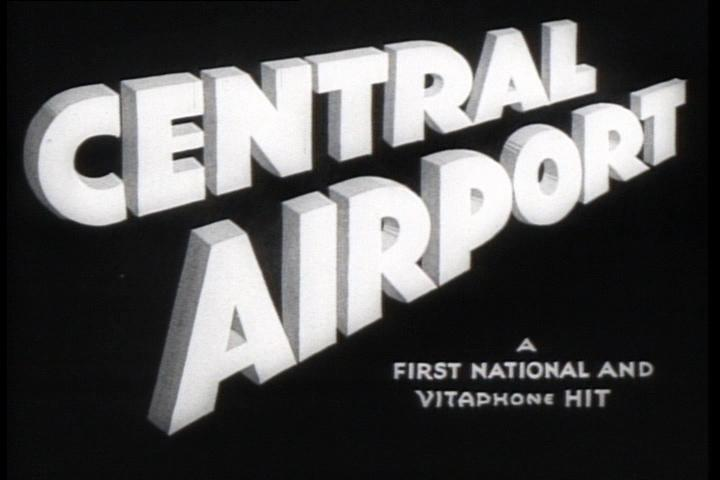
Abertura do filme

Após um acidente aéreo em que várias pessoas morreram, o piloto Jim Blaine é despedido do emprego. Mais tarde, ele salva a bela paraquedista Jill Collins, com quem passa a trabalhar. Eles se apaixonam, mas Jim recusa-se a casar-se com ela e parte para uma vida nômade. Seu irmão, Neil Blaine, toma seu lugar, tanto no cockpit quanto no coração de Jill e os dois sobem ao altar. A essa altura já considerado o maior piloto do mundo, Jim volta a reencontrá-los. Jill confessa que ainda o ama, mas um pedido de socorro de Neil obriga Jim a tomar uma difícil decisão.

## Elenco

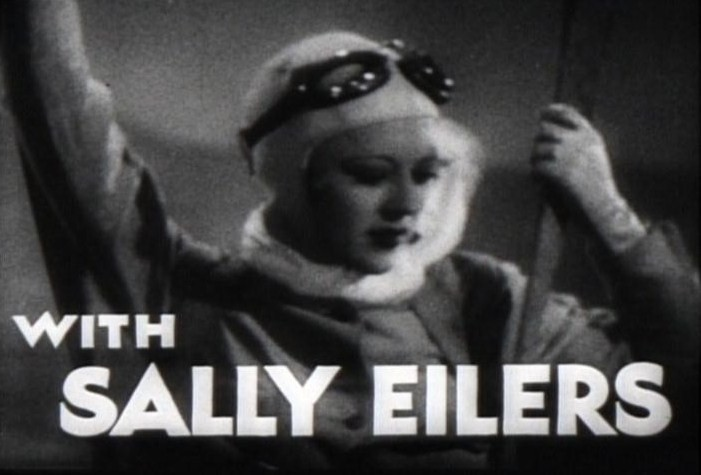
Sally Eilers em cena do filme

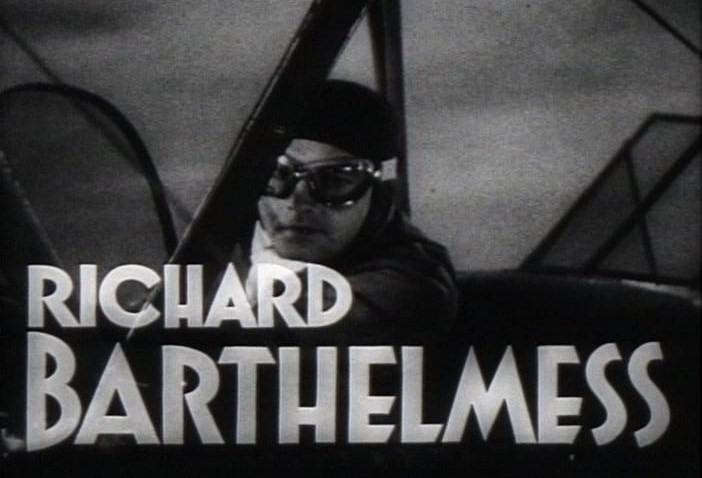
Richard Barthelmess em cena do trailer do filme

| Ator/Atriz          | Personagem                       |
| ------------------- | -------------------------------- |
| Richard Barthelmess | Jim Blaine                       |
| Sally Eilers        | Jill Collins                     |
| Tom Brown           | Neil Blaine                      |
| Grant Mitchell      | Senhor Blaine                    |
| James Murray        | Eddie Hughes                     |
| Claire McDowell     | Senhora Blaine                   |
| Willard Robertson   | Gerente do aeroporto de Havana   |
| Arthur Vinton       | Gerente do aeroporto de Amarillo |